# Vasi con gigli
I Vasi con gigli sono una coppia di dipinti a olio su tavola (ciascuno 63,4x24,6 cm) di Ludger Tom Ring il Giovane, databili al 1562 e conservati nel Westfälischer Kunstverein a Münster.

## Storia e descrizione
La critica considera quest'opera, se non la principale, comunque una delle precorritrici del movimento artistico della natura morta, che in questo periodo si sta affacciando sullo scenario artistico europeo.
I dipinti raffigurano un vaso contenente degli gigli bianchi e uno con fiori gialli: sul vaso è possibile vedere l'anno della realizzazione, il 1562, e una scritta in latino che recita:
In questo modo al quadro si attribuisce una valenza religiosa in quanto gli iris sono simbolo di salvezza (tradizionalmente attributo di purezza di Maria).
Da notare la precisione maniacale con cui è stato dipinto il quadro: sensibilità nella gradazione del colore e nelle forme dei fiori, sintomo di una innata conoscenza, ricerca e attenzione dell'artista verso il mondo della natura.